# Авгилы
Авгилы (др.-греч. Αὔγιλαι, лат. Augilai) — название, данное античными авторами одному из кочевых древнеливийских племён (входили в состав насамонов), известны античному миру со средины 1-го тыс. до н. э. по начало 1-го тыс. н. э. Обитали в центральных областях Древней Ливии (кочуя по территории Ливийской пустыни к востоку от залива Большой Сирт, часто посещали оазис Авгила).:9, 644
Название племени «авгилы» прослеживается в современных топонимах — Джалу (оазис), Джалу (город), Ауджила (город). Ряд исследователей считает потомками их племени современных берберов (в частности туарегов).

## Верования и обычаи
Авгилы являлись частью племени насамонов, среди них также были распространены традиционные верования с культом поклонения духам предков (см. верования и обычаи насамонов). Предками они клялись, на их могилах молились и гадали. По утверждению Помпония Мела, авгилы не признавали других божеств. Это же подтверждает и Плиний Старший, упоминая, что: «Авгилы чтят только подземных богов».

## Хозяйственная деятельность
Авгилы занимались скотоводством (но не употребляли говядину и не разводили свиней):186, вероятно, они сезонно кочевали — летом отправлясь на сбор фиников вглубь страны в оазис Авгила:9. С древнейших времён у них остались в хозяйстве элементы охоты и собирательства, также, вероятно, они участвовали в заготовке и экспортной торговле важнейшим продуктом региона — сильфием (до I в., когда это растение исчезло).